# Eupithecia inexhausta
Eupitecia inexhausta es una especie de polilla de la familia Geometridae. La especie fue descrita por primera vez por András Mátyás Vojnits en 1984, con distribución en China. El sintipo de la especie fue descrita en el norte de la provincia de Yunnan, A-tun-tse, Talsohle, a una altitud de 4000 metros (13 123,4 pies).

## Descripción
Las alas anteriores son de color marrón grisáceo claro con líneas transversales oscuras. El ala trasera es de color blanco claro en los dos tercios superiores con un borde oscuro contrastante. Cuenta con una generación que aparece cada año. Tiene gran parecido con otra especie de la región, Eupithecia fervida, aún en su morfología genital, con la excepción de los especímenes femeninos.